# Ānāpānasati
 (juin 2021).
Ānāpānasati (āna-apāna-sati, mot pāli) signifie « attention au souffle ». Dans le bouddhisme theravada, le souffle est l'objet de méditation le plus courant quand il s'agit de calmer l'esprit, par la pratique de la méditation "samatha bhavana". Le souffle est toujours présent chez tout être vivant, et ce phénomène se fait parfois de manière consciente, parfois non, ce qui semble être les principales raisons de la popularité de cette pratique.  
L'attention au souffle est également populaire dans la pratique de la méditation "Vipassana". Mahasi Sayadaw utilise par exemple une attention aux mouvements de l'abdomen dus à la respiration comme point de départ de la méditation vipassana. Elle peut permettre d'accéder à un état d'absorption (jhāna).

## Ānāpānasati sutta
Le sutta ānāpānasati, 118e sutta du Majjhima-Nikâya du canon pāli, est l'un des plus populaires chez les theravadins. Il décrit la pratique de l'attention tout au long de la journée, ainsi qu'une pratique, en 16 points, de ānāpānasati, mélangeant la pratique de la concentration et de vipassana et menant à l'obtention du nirvāna.
Les seize étapes - ou contemplations - de ānāpānasati sont divisées en quatre groupes de quatre.
Les quatre premières étapes concentrent l'esprit sur la respiration, qui est le "conditionnement du corps" (pāli: kāya-sankhāra). 
La deuxième tétrade est une concentration sur les sensations (vedanā), qui sont le "conditionnement de l'esprit" (pāli: citta-sankhāra).
La troisième tétrade est dirigée sur l'esprit lui-même (pāli: citta), et la quatrième sur "la vérité" (pāli: dhamma).
Une session de méditation ānāpānasati devrait progresser à travers les étapes dans l'ordre, en commençant par la première, que le praticien ait effectué toutes les étapes dans une session précédente ou non.
| Satipaṭṭhāna                                                         | Ānāpānasati                                 | Tétrades          |
| 1. Contemplation du corps                                            | 1. Respiration longue                       | Première tétrade  |
|                                                                      | 2. Respiration courte                       | Première tétrade  |
|                                                                      | 3. Ressentant tout le corps                 | Première tétrade  |
|                                                                      | 4. Tranquillisant les activités corporelles | Première tétrade  |
| 2. Contemplation des sensations                                      | 5. Ressentant la joie                       | Deuxième tétrade  |
|                                                                      | 6. Ressentant la félicité                   | Deuxième tétrade  |
|                                                                      | 7. Ressentant les formations mentales       | Deuxième tétrade  |
|                                                                      | 8. Tranquillisant les formations mentales   | Deuxième tétrade  |
| 3. Contemplation de l'esprit                                         | 9. Ressentant l'esprit                      | Troisième tétrade |
|                                                                      | 10. Réjouissant l'esprit                    | Troisième tétrade |
|                                                                      | 11. Concentrant l'esprit                    | Troisième tétrade |
|                                                                      | 12. Libérant l'esprit                       | Troisième tétrade |
| 4. Contemplation des dharmas                                         | 13. Contemplant l'impermanence              | Quatrième tétrade |
|                                                                      | 14. Contemplant l'absence de passion        | Quatrième tétrade |
|                                                                      | 15. Contemplant l'extinction                | Quatrième tétrade |
|                                                                      | 16. Contemplant l'abandon                   | Quatrième tétrade |
| Table 1. Les quatre satipatthānas et les seize phases d'ānāpānasati. |                                             |                   |

## Exégèse
Selon le moine theravadin Ajahn Brahmavamso, les douze premières étapes sont des instructions en vue du jhana et les quatre dernières instructions concernent ce qu'il faut faire ensuite. Dans les deux premières étapes, il s'agit d'observer la respiration (et non pas de la contrôler), en comparant par exemple la longueur de l'inspiration et de l'expiration. Dans la troisième étape, on ressent tout le "corps de respiration" : l'attention est exclusivement dirigée sur la respiration, dans toutes ses nuances et ses modalités. À la quatrième étape, la respiration devient calme et plus subtile, l'attention se porte sur elle à chaque instant sans chercher à reconnaître s'il s'agit d'une inspiration ou d'une expiration. Dans les cinquième et sixième étapes, joie et bonheur apparaissent naturellement et graduellement : l'énergie mentale passe totalement dans l'observation plutôt que dans l'action. 
À la septième étape, la respiration semble disparaître, elle n'est plus connue que comme un objet mental (citta-sankhara),et  les cinq bases des sens sont abandonnées. La huitième étape est destinée à contrer la peur ou l'excitation qui peuvent survenir à ce stade. À la neuvième étape, l'esprit est ressenti au travers du nimitta (un signe caractéristique, tel qu'une lumière très brillante ou une autre sensation). Les étapes dix et onze permettent d'augmenter la brillance et la stabilité du nimitta : on peut, pour cela, se concentrer sur le centre du nimitta pour augmenter sa luminosité, ou au contraire l'ignorer temporairement pour revenir à la respiration. La onzième étape permet de soutenir l'attention sur le nimitta, pour le rendre stable. La douzième étape ("vimocayam cittam" : "libérant l'esprit") est l'entrée en jhana, par absorption dans le nimitta : ce n'est pas le résultat d'une action, cela survient comme le résultat naturel de l'abandon de toute action. L'esprit est à présent libre, libre du corps et des cinq sens : on ne ressent plus du tout ce qui a trait au corps. Les 4 dernières étapes font suite au "lâcher-prise" du jhana, par examen de l'expérience de non-soi qui a eu lieu.
L'interprétation de Prajñānanda est assez différente, car elle est davantage orientée vers la Prajnaparamita (ce qui peut sembler paradoxal pour un texte qu'on rattache habituellement au Theravada) : les quatre tétrades sont indépendantes les unes des autres, et la douzième étape doit conduire à la Vue pénétrante, vipassana. L'objectif n'est pas nécessairement jhana ("pour arriver au sans-condition, il n'y a pas besoin de conditions", vipassana ne requiert donc pas jhana), mais davantage une "vigilance remémoratrice" qui s'exerce sur les trois modes psychiques, subconscient, conscient et surconscient, et l'accès à la connaissance transcendante (prajñā). La première tétrade réalise la tranquillisation du corps (ou des corps). La deuxième tétrade mène à dhyāna, tranquillisation de la psyché, accès au "phénoménal subtil". Lors de la 3e tétrade la psyché est sans activité, complètement tranquille, et la connaissance transcendante se manifeste et se développe ; la libération dont il est question à l'étape douze est la libération des purulences subconscientes (asravas). Une fois la psyché immobile et vigilante, la 4e tétrade mène à la connaissance transcendante et donne accès à l'Absolu. Cette tétrade ne doit pas être interprétée comme "attention aux objets mentaux", "dharma" désignant tout ce qui est supporté, tous les phénomènes (pas seulement les objets mentaux).

## Citations
« Sur la trame de la vigilance, je tisse le va-et-vient du souffle. (Prajñānanda) »
« Le souffle est la passerelle entre le monde des cinq sens et le monde de l’esprit. (Ajahn Brahm) »

## Dans la tradition Theravāda
Selon plusieurs enseignants du Bouddhisme Theravāda, la pratique d'ānāpānassati suffit à elle seule à éliminer les impuretés de l'esprit (Kilesa) et à s'éveiller. Robert Bischoff, traducteur de Webu Sayadaw, rapporte que ce dernier disait d'ānāpānassati: « C'est le raccourci vers Nibbana, tout le monde peut l'utiliser. Ça résiste à l'investigation et c'est en accord avec les enseignements du Bouddha tels qu'ils sont conservés dans les écritures. C'est la voie directe vers Nibbana ».

## Traductions en langue française
- Thích Nhất Hạnh, La respiration essentielle : Notre rendez-vous avec la vie, Paris, Albin Michel, 1996 (lire en ligne). Traduction de l'Anapana Sati Sutta à partir de la version pālie ainsi qu'une autre à partir du canon chinois. La version pâlie est une version simplifiée et abrégée de ses redondances.
- Môhan Wijayaratna, traduction Majjhima-Nikāya, Paris, Éditions LIS, 2011, Tome IV, p. 1589-1600.
- Bai Wenshu, Ānāpānasati Sutta, Soutra de l’Attention au Va-et-vient de la Respiration, [5]
- Buddha Vacana, Ānāpānasati Sutta. L'attention portée à la respiration, (Traduction et transcription du texte pâli) Lire en ligne (Consulté le 21 novembre 2019)